# Badakana Palya, Gubbi
Badakana Palya là một làng thuộc tehsil Gubbi, huyện Tumkur, bang Karnataka, Ấn Độ.